# エンヘドゥアンナ

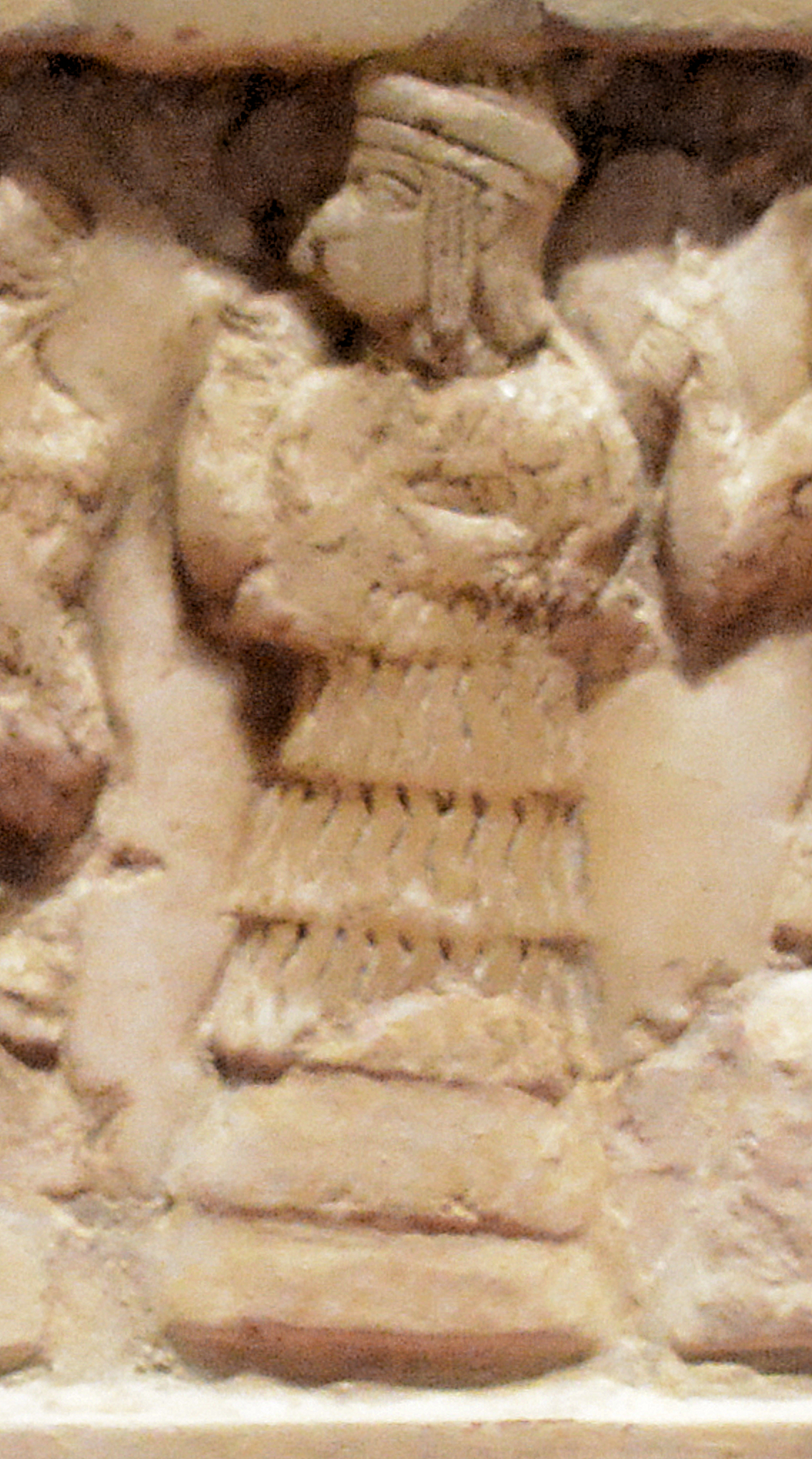

エンヘドゥアンナ（En-hedu-ana, Enheduana, Enheduanna, シュメール語: 𒂗𒃶𒁺𒀭𒈾 , EN.HÉ.DU.AN.NA）は、紀元前2285年頃から2250年頃の人物。初代アッカド王サルゴンの王女であり、かつウル市の月神ナンナ（アッカド語ではシンと呼ばれる）に仕えた女神官で、さまざまな詩や文章を残したことで知られている。女性著述家として記録されている初の女性。

## 判明している生涯
その名はシュメール語で、「天において讃えられる主人（女主人）」、あるいは「アン（天空神）の飾りである主人（女主人）」を意味する。彼女はシュメール神話のパンテオンの中でもイナンナ神を最も讃えており、シュメール神話のイナンナとアッカド神話のイシュタルが一体化するのに大きな役割を果たした。
ウル市から出土したアラバスター製の奉納円盤には、ジッグラトの前で参拝する集団が描かれている。聖水を注ぐ神官の後ろでは、頭に被り物をした女神官が侍女二人を従えて鼻に手を添えて祈っている。円盤の裏面には「アッカドのサルゴンの娘」という碑文があるため、この女神官がエンヘドゥアンナだと考えられている。サルゴン王は家族たちを重要な地位につけることに成功しており、娘エンヘドゥアンナもナンナ神の「エン」（エン女神官）になった。これ以後、王女がエン女神官になる伝統は紀元前6世紀の新バビロニア末期まで続いたが、エンヘドゥアンナは現在判明している限りその最古の例となる。円盤の後ろには「ナンナのジル（zirru）」という文言も見られるが、Joan Westenholz は月神ナンナの配偶神である女神ニンガルの化身あるいは名代という説を支持している。
エンヘドゥアンナは後年、自身の最も有名な詩である『ニンメシャルラ』（Nin-me-sara, 『イナンナ女神賛歌』）の中でイナンナ神に助けを呼びかけている。彼女の甥にあたる第四代王ナラム・シンの時代、領土が拡大したアッカド王国内では反乱が相次ぎ、彼女もエン女神官の地位から追放されていた。前述の奉納円盤の壊れかたが激しいのは、この反乱の際に破壊されたためと見られる。Annette Zgoll によれば、シュメール人が信じるところでは、このとき彼女が『イナンナ女神賛歌』を書いたことによりイナンナ神が彼女の祈りを聞き入れ、ナラム・シンは9つの戦いに勝ち抜いてシュメールとアッカドの統合を回復した。この戦いの後、エンヘドゥアンナは再びエン女神官の地位に戻っている。

## メソポタミア文学史上の位置づけ
エンヘドゥアンナは作者が分かっている文章を書いた、世界最古の人物である。一握りの書記すなわち官僚たちしか読み書きができなかった時代に、エンヘドゥアンナは母語（アッカド語）でないシュメール語も書くことができた。彼女の詩は、神々の威容と、神々に仕える自分を描き、神と自分との個人的な関係や個人的な心情をつづっている。また彼女は、「わたくし」を語り手とする一人称の視点で文を書いた最古の人物であり、エンヘドゥアンナ以前にこのような文書は発見されていない。
『イナンナ女神賛歌』は、詩の冒頭の言葉である「ニンメシャルラ」（すべての「メ」 - 世界の根源となる律法 -  の女主人）という語句から、当時は『ニンメシャルラ』の名で呼ばれていた。これは彼女の死後も神聖な文書として崇拝され、後のバビロニア時代にもエドゥブバ（「粘土板の家」、子供に楔形文字や粘土板の読み書きを教え、書記を育てる学校）で教材として用いられ、当時の図書館や学校の書名目録にも記載されていた。この詩を書いた粘土板は100以上見つかっており、後世にもよく知られていたことがうかがえる。
彼女の作に帰せられている作品には、次のようなものがある。
- 『ニンメシャルラ』（Nin-me-sara, 『イナンナ女神賛歌』） - 153行の詩。Hallo および van Dijk により1968年に編集・解読。最初の65行はイナンナ女神をさまざまな形容詞で讃え当時のシュメルの最高神アンにも比すべきものとしている。その後はエンヘドゥアンナがウルとウルクの町と寺院を追放されている境遇を嘆き、ナンナ神のとりなしを頼んでいる。
- 『In-nin sa-gur-ra』 - 274行分が残存。29の粘土板片から Sjoberg が1976年に編集・解読。
- 『In-nin me-hus-a』（『イナンナとエビフ』） - Limetにより1969年に解読。
- 『神殿賛歌集』 - シュメールとアッカドのさまざまな神殿を讃えた42の賛歌からなる。Sjoberg と Bergmann により1969年に編集。
- 『ナンナ賛歌』 - Westenholz により編集。